# Esporte Clube Pinheiros
El Esporte Clube Pinheiros es un club polideportivo brasileño de la ciudad de São Paulo.

## Historia
El Esporte Clube Pinheiros es un club polideportivo y social ubicado en la metrópoli brasileña de São Paulo, que fue fundada en 1899 como, Sport Club Germânia por inmigrantes alemanes. Cuenta con alrededor de 35.000 miembros. El patrimonio del club se valoran en más de 350 millones de reales brasileños (más de 115 millones de euros).

## Palmarés

### Waterpolo
- 5 veces campeón de la Liga de Brasil de waterpolo masculino
- 3 veces campeón de la Copa de Brasil de waterpolo masculino (1992, 2003, 2005)
- 9 veces campeón de la Copa de Brasil de waterpolo femenino (2002-2010)

### Balonmano
- 2 veces campeón del Campeonato Panamericano de Clubes de Balonmano (2011, 2017)

### Fútbol
- 2 veces campeón del Campeonato Paulista de Fútbol (1906, 1915)[1]